# Leseni rog
Leseni rog je ljudsko glasbilo.

## Izdelava
Leseni rogovi so izdelani iz drevesnih vej, ki se najprej vzdolžno prežagajo, notranjost se izvotli, nato pa se obe polovici natančno zlepi skupaj in doda pomični lesen ustnik. Glasbila nimajo enake oblike, niti niso enake velikosti.

## Zgodovina
Lesene rogove na Slovenskem prvič omenja v 15. stoletju Santonino v svojem Popotnem dnevniku (1485–1487), podrobno pa jih je opisal Valvasor v Slavi vojvodine Kranjske:
… Vzamejo kos lesa, ki je en ali poldrugi seženj dolg (tj. približno poldrugi meter do dva in četrt) in na eno stran ukrivljen, včasih pa raven. Obsekajo ga, da je zgoraj ozek, spodaj širok, razcepijo in s krivim nožičem izdolbejo, nato ga spet sestavijo in s smolo zalepijo. Ovijejo ga s češnjevim lubjem in imenitni umetelni rog je narejen. Take rogove delajo tudi na Gorenjskem in trobijo nanje razne viže tako dobro in čisto, kakor zmore pravi trobentač na pravo trobento … 
Slovenski etnografski muzej hrani lesen tukr (tulec) kočevskih pastirjev, poleg kočevarjev pa naj bi lesen rog poznali tudi v Malih Češnjicah pri Stični na Dolenjskem, kjer so ga imenovali čredni rog, uporabljali pa naj bi ga tudi pastirji na cerkljanskem.

## Leseni rogovi danes
Leta 1996 je Jože Setničar, amaterski trobentač iz Kresnic, začel neodvisno od navedenih virov, iz vej izdelovati lesene rogove, ter dve leti zatem ustanovil ansambel Leseni rogisti. Njegovih več kot 80 do sedaj narejenih rogov (nekateri od njih so celo daljši od 5 metrov) predstavlja zanimivo (in živo) zbirko originalnih glasbil.